# Kaptenlöjtnant
För likören med samma namn, se Kaptenlöjtnant (likör).
Kaptenlöjtnant (förkortning: KnLt) är en officersgrad som förekommer och förekommit i olika arméer och flottor. Idag är den finländska marinen den enda militära organisation som använder denna grad på svenska språket.

## Finland
I den finländska marinen är graden högre (äldre med finländsk terminologi) än premiärlöjtnant och lägre (yngre) än kommendörkapten. Den motsvarar en kapten i den svenska marinen. 

## Sverige
Från 1844 fram till 1866 fanns graden kaptenlöjtnant även i den svenska flottan, den kom till rang att ersätta den tidigare graden premiärlöjtnant som därmed fick löjtnants rang. Kaptenlöjtnant var graden närmast under kapten (vilken grad i flottan vid denna tid motsvarade major i armén). Fram till 1750 fanns graden även i den svenska armén, men titeln ändrades då till stabskapten. Kaptenlöjtnant var även benämningen på den generalmajor som ledde Kunglig Majestäts drabanter. Formellt var konungen själv kapten för drabanterna

## Tyskland
Kapitänleutnant är en grad i Deutsche Marine, med motsvarande tjänsteställning som i den finländska marinen.